# Louis Armand (Ingenieur)
Louis Armand (* 17. Januar 1905 in Cruseilles, Département Haute-Savoie; † 30. August 1971 in Villers-sur-Mer, Département Calvados) war ein französischer Ingenieur, hoher Eisenbahnbeamter, Résistancekämpfer und EG-Funktionär. Er war von 1955 bis 1958 Präsident der französischen Staatsbahn SNCF und anschließend bis 1959 Präsident der Europäischen Atomgemeinschaft (EURATOM).
Louis Armand, Sohn zweier Lehrer, wurde nach dem Schulbesuch in Annecy und Lyon 1924 an der Elite-Ingenieurhochschule École polytechnique aufgenommen und schloss sein Studium an der École des mines als Jahrgangsbester ab. Als Bergbauingenieur trat er in den Staatsdienst (Corps des mines) und arbeitete ab 1929 in Clermont-Ferrand. In dieser Zeit veröffentlichte er auch Studien über die Mineralwässer von Vichy. 1934 wechselte er zur damals privaten Bahngesellschaft Paris–Lyon–Mittelmeer (PLM), wo er stellvertretender Generaldirektor wurde. Mit der Verstaatlichung der Bahn wurde er 1938 Chefingenieur bei der SNCF.
Während der deutschen Besetzung im Zweiten Weltkrieg unterstützte er die Résistance gezielt im Bereich der Eisenbahn (die sog. Résistance-Fer). Im Juni 1944 wurde er von der Besatzungsmacht verhaftet und sollte vom Gefängnis Fresnes in ein Konzentrationslager gebracht werden. Infolge einer Absprache zwischen dem schwedischen Generalkonsul Raoul Nordling und dem deutschen General von Choltitz sowie dem Rückzug der deutschen Wehrmacht aus Paris wurde er aber im August 1944 befreit.
Nach Kriegsende durchlief er eine rasche Karriere bei der SNCF, wurde 1945 Leiter des zentralen Materialdienstes, im Jahr darauf stellvertretender Generaldirektor, 1949 Generaldirektor und von 1955 bis 1958 Präsident des Verwaltungsrates. Er nahm die weitere Elektrifizierung des französischen Eisenbahnnetzes mit dem damals neuen Bahnstromsystem (25 kV, 50 Hz) in Angriff und förderte dieses System stark. Weiter unterstützte er den Aufbau der 50-Hz-Arbeitsgemeinschaft zur Verbreitung des Systems im Ausland und schuf dadurch neue Absatzmärkte für die französische Bahnindustrie. 1957 gründete er zusammen mit der englischen Seite eine Arbeitsgemeinschaft zum Bau eines Tunnels unter dem Ärmelkanal (dieser begann aber erst 30 Jahre später).
Armand trat 1956 dem von Jean Monnet initiierten Aktionskomitee für die Vereinigten Staaten von Europa bei. Ab Juli 1956 leitete er den Ausschuss für Atomenergie auf der Regierungskonferenz der EGKS-Staaten für den Gemeinsamen Markt und Euratom, die 1957 zu den Römischen Verträgen führte. Nachdem er bereits an der Vorbereitung des Vertrags zur Europäischen Atomgemeinschaft entscheidend mitgearbeitet hatte, war er von 1958 bis 1959 erster Kommissionspräsident von Euratom. Zusammen mit Jacques Rueff verfasste er 1960 einen Plan, der in Vorbereitung auf den gemeinsamen europäischen Markt die Öffnung für den Wettbewerb und die Beseitigung von Hindernissen für die wirtschaftliche Expansion empfahl. Von 1959 bis 1964 war Armand Präsident des Verwaltungsrates der Lothringer Bergwerke. 1961 wurde er Generalsekretär des Internationalen Eisenbahnverbands (UIC) und im Jahr darauf Präsident der Normungsorganisation Association française de normalisation (AFNOR).
Louis Armand war ab 1928 mit Geneviève Gazel verheiratet, die ebenfalls Lehrertochter aus Cruseilles war und mit der er vier Kinder bekam.
Armand wurde vielfach ausgezeichnet. Er war Großoffizier der Ehrenlegion, Träger des Ordre de la Libération und der Medal of Freedom. Seit 1960 war er Mitglied der Académie des sciences morales et politiques und 1963 wurde er in die Académie française gewählt, wo er als Nachfolger Henri Mondors den Sessel Nr. 38 einnahm.